# Paul Günther (saltador)
Paul Günther (Hannover, Alemania, 24 de octubre de 1882-Duisburgo, 13 de febrero de 1959) fue un clavadista o saltador de trampolín alemán especializado en los saltos desde el trampolín de 3 metros, donde consiguió ser campeón olímpico en 1912.

## Carrera deportiva
En los Juegos Olímpicos de 1912 celebrados en Amberes (Bélgica) ganó la medalla de oro en los saltos desde el trampolín de 3 metros, con una puntuación de 79 puntos, por delante de sus compatriotas los saltadores alemanes Hans Luber (plata con 76 puntos) y Kurt Behrens (bronce con 73 puntos).